# Kabinett Brandenstein II
Das Kabinett Brandenstein II bildete vom 7. Mai 1924 bis zum 21. April 1926 die Landesregierung von Mecklenburg-Schwerin.
Der Landtag des Freistaates Mecklenburg-Schwerin wählte am 7. Mai 1924 den Ministerpräsidenten und am gleichen Tag die übrigen Staatsminister. Am 21. April 1926 trat das Staatsministerium zurück, nachdem ihm der Landtag zuvor das Vertrauen entzogen hatte.
| Amt                                                               | Name                              | Partei |
| ----------------------------------------------------------------- | --------------------------------- | ------ |
| Ministerpräsident Äußeres Inneres                                 | Joachim Freiherr von Brandenstein | DNVP   |
| Finanzen Landwirtschaft, Domänen und Forsten                      | Dietrich von Oertzen              | DNVP   |
| Justiz Unterricht, Kunst, geistliche und Medizinalangelegenheiten | Martin Otto Stammer               | DVP    |